# Кохання на два полюси
«Кохання на два полюси» — кінофільм режисера Романа Барабаша, що вийшов на екрани в 2011 році.

## Зміст
Дружина майора юстиції Віктора Арзауса завжди повинна бути на висоті. Того вимагає її чоловік прокурор. Та Вероніці занадто важко дихається на цій висоті і дуже мало місця – ні кроку вліво, ні кроку вправо. «Стрибки на місці» – виключені. І так би їй вік волі не бачити, якби вона не зустріла іншу людину. Успішний бізнесмен Кирило Філін – людина іншого типу. Він не полює на людей, йому не треба озиратися на керівництво, палітра його світу не обмежена статутом. Коли шляхи Кирила та Ніки перетнулися, її сильно потягнуло із зони підвищеного тиску Арзауса в зону підвищеної уваги Філіна. Щоправда, сам Філін – бажана здобич не тільки для Віки, але й для її чоловіка прокурора.

## Ролі
| Актор               | Роль       |
| ------------------- | ---------- |
| Юлія Мавріна        | Вероніка - |
| Олег Харитонов      | -          |
| Володимир Єпіфанцев | -          |
| їла Санько          | -          |
| Ліна Будник         | -          |
| Андрій Мостренко    | -          |
| Олександр Ярема     | -          |
| Михайло Шикула      | -          |
| Ігор Тенетко        | -          |
| Валентин Шестопалов | -          |

## Знімальна група
- Режисер — Роман Барабаш
- Сценарист — Леонора Пащенко, Олена Зуєва, Катя Різ
- Продюсер — Лариса Журавська, Влад Ряшин, Вадим Жук
- Композитор — Микита Моісеєв